# 江表之虎臣
江表之虎臣是指三國時代孫吳麾下的12位將領的合稱。《三國志》作者陳壽將十二位合作一卷（卷五五·吴书十·程黄韩蒋周陈董甘凌徐潘丁传），並讚譽以上十二人為“江表之虎臣”。

## 成員
| 姓名 | 字   | 籍貫       | 官职                     | 爵位   | 效忠時期            |
| ---- | ---- | ---------- | ------------------------ | ------ | ------------------- |
| 程普 | 德谋 | 右北平土垠 | 荡寇将军、江夏太守       | 无     | 孫堅→袁術→孫策→孫權 |
| 黃蓋 | 公覆 | 零陵泉陵   | 偏将军、武陵太守         | 关内侯 | 孫堅→袁術→孫策→孫權 |
| 韓當 | 义公 | 遼西令支   | 昭武将军、冠军太守       | 石城侯 | 孫堅→袁術→孫策→孫權 |
| 蒋钦 | 公奕 | 九江壽春   | 蕩寇將軍、右护军         | 无     | 孫策→孫權           |
| 周泰 | 幼平 | 九江下蔡   | 奋威将军、漢中太守       | 陵阳侯 | 孫策→孫權           |
| 陈武 | 子烈 | 廬江松滋   | 偏将军                   | 无     | 孫策→孫權           |
| 董襲 | 元世 | 會稽餘姚   | 偏将军                   | 无     | 孫策→孫權           |
| 甘宁 | 兴霸 | 巴郡臨江   | 折冲将军、西陵太守       | 无     | 劉表→黃祖→孫權      |
| 凌統 | 公绩 | 吳郡餘杭   | 偏将军                   | 无     | 孫策->孫權          |
| 徐盛 | 文嚮 | 瑯琊莒縣   | 安东将军、庐江太守       | 芜湖侯 | 孫權                |
| 潘璋 | 文珪 | 東郡發干   | 右将军                   | 溧阳侯 | 孫權                |
| 丁奉 | 承渊 | 廬江安豐   | 左將軍、右大司馬、大将军 | 安丰侯 | 孫權→孫亮→孫休→孫皓 |

## 評價
正史並無「江東十二虎臣」此名稱，為了對應曹魏五子良將與蜀漢五虎將而衍生出來的，不過有很多對於上數將領的評價。
- 陈寿《三國志》評曰：「凡此諸將，皆江表之虎臣，孫氏之所厚待也。以潘璋之不脩，權能忘過記功，其保據東南，宜哉！陳表將家支庶，而與冑子名人比翼齊衡，拔萃出類，不亦美乎！ 」
- 陆机：“甘宁、凌统、程普、贺齐、朱桓、朱然之徒奋其威。韩当、潘璋、黄盖、蒋钦、周泰之属宣其力。”
- 程公許：“蜀将如关、张、庞统，吴将如周瑜、鲁肃，志长命短，天下重惜之。而马超、黄忠、赵云、费祎、吕蒙、程普、步骘、甘宁辈皆智勇绝伦，足以当一面。”
- 章如愚：“如程普、黄盖、甘宁、徐盛、潘璋、朱然、朱桓、贺齐、凌统、全琮、吕範，皆智足以御众，勇足以却敌，未有不为守令之职者。”
- 郝经：“程普诸将皆江表虎臣，鏖兵卫主，攻坚轧敌，兴王定覇，孙氏兄弟卒立国建号，诸将之力也。若黄盖之水战而用火攻，能用竒者也；蒋钦之不挟私怨而举徐盛；凌统之亲贤下士轻财重义；陈表倾家养士妻子露立，并有良将之规。甘宁之奢侈、潘璋之不法，权皆容之，许宁报苏飞之恩，不使统复父，操之雠驭将之术也。丁奉恃功而骄，不容于虐主，宜哉！”“吴将剽轻，殆多谲计。莫肯下人，卒自称帝。摩创抚孤，动辄流涕。驾驭有术，驱策有方。果保江东，不负桓王。”
- 慕容廆：“不知今之江表为贤俊匿智，藏其勇略邪？将吕蒙、凌统高踪旷世哉？”
- 萧常：“（黄）盖将略吏能，皆有可称；（蒋）钦折节好学，以公灭私，（徐）盛愤惋于邢贞，统降意于盛暹，（丁）奉破强敌、夷钜奸，舒徐不迫，皆江东之翘楚。”
- 刘咸炘：“程普最长，黄、韩从坚，蒋、周、陈、董从策，甘、凌、潘、徐则权所用也，丁奉行辈最后。”